# Franz Hange
Franz Hange (* 19. August 1921; † 5. Oktober 2011) war ein deutscher Journalist und Ministerialbeamter, der 1949 im Zusammenhang mit der westdeutschen Hauptstadtfrage, die Rivalität zwischen Bonn und Frankfurt am Main, eine entscheidende Rolle spielte.

## Leben
Hange war von 1945 bis 1948 Korrespondent des Deutschen Pressedienstes (DPD) in Köln und ab 1949 Chefkorrespondent der Deutschen Presseagentur (dpa) in Bonn. Im Mai 1949 stand die Abstimmung bezüglich der Hauptstadtfrage im Parlamentarischen Rat an. Dabei sah es zunächst nicht gut für Bonn aus, das von Konrad Adenauer und vielen CDU-Abgeordneten favorisiert wurde. Die SPD hielt an Frankfurt am Main fest, die hessischen Abgeordneten der CDU waren ebenfalls für ihre heimische Metropole. Bei einer geheimen Probeabstimmung erhielt Bonn nur 21 von 27 Stimmen. Der Frankfurter Oberbürgermeister Walter Kolb ließ bereits eine Dankesrede bei Radio Frankfurt (dem späteren Hessischen Rundfunk) aufnehmen.
Unmittelbar vor der Abstimmung am 10. Mai 1949 präsentierte Konrad Adenauer jedoch den CDU-Abgeordneten eine „vertrauliche Meldung“ der Presseagentur dpd. Sie besagte, dass bei einer Vorstandssitzung der SPD in Köln am Vormittag der SPD-Vorsitzende Kurt Schumacher sich darüber erfreut gezeigt habe, dass es eine „sichere Niederlage“ der Konservativen beim Hauptstadtvotum geben werde. Das reichte für einen Stimmungsumschwung bei den hessischen CDU-Abgeordneten. Die nun folgende offizielle Abstimmung fiel mit 33 zu 29 Stimmen zugunsten Bonns aus.
Adenauer hatte seinen Abgeordneten allerdings verschwiegen, dass die von ihm verlesene angebliche Agenturmeldung nie veröffentlicht worden war. Der CDU-nahe Journalist Hange hatte die fiktive „Nachricht“ gemeinsam mit Heinrich Böx in den Fernschreiber getippt, ihr damit ein offizielles Aussehen verliehen, sie jedoch nicht an die dpd-Zentrale geschickt. Wohl aber gelangte sie an Adenauer, der sie für seine Zwecke benutzte und damit die von ihm gewünschte Mehrheit für Bonn erzielte.
Bonn wurde nun zum „vorläufigen Sitz der Bundesorgane“ ernannt.
Hange sollte sein damaliger Einsatz nicht schaden. Er war später von 1965 bis 1969 Referent im Bundeskanzleramt, ging nach dem Regierungswechsel 1969 ins Presse- und Informationsamt der Bundesregierung und wurde dort mit Beginn der Kanzlerschaft von Helmut Kohl (CDU) ab 1982 Chef vom Dienst. 1989 erhielt Hange das Große Verdienstkreuz der Bundesrepublik Deutschland.
Hange lebte in Oedingen bei Remagen.